# Língua: Vidas em Português
Língua: Vidas em Português é um documentário de aproximadamente 105 minutos coproduzido por Brasil e Portugal, com direção de Victor Lopes.
As filmagens ocorreram no ano de 2001 em seis países. São eles: Brasil, Moçambique, Índia, Portugal, Japão e França. Esta longa metragem conta a respeito da língua portuguesa pelo mundo e na sua permanência entre culturas variadas, falada por mais de 260 milhões de pessoas (2018), das quais 209 milhões são brasileiros.

## Lançamento
O lançamento nos cinemas brasileiros ocorreu em 2004.